# 小頭歐雅魚
小頭歐雅魚（學名：Squalius cephaloides）為輻鰭魚綱鯉形目雅羅魚科的其中一種，被IUCN列為易危保育類動物，分布於亞洲土耳其阿穆特魯半島北部淡水流域，為特有種，生活習性不明。